# Anna Karenina (film 1967)
Anna Karenina (in russo Анна Каренина?) è un film del 1967 diretto da Aleksandr Zarchi.